# Salvatore Cassisa
Salvatore Cassisa (Trapani, 12 dicembre 1921 – Palermo, 3 agosto 2015) è stato un arcivescovo cattolico italiano.

## Biografia
Nasce a Trapani, città capoluogo di provincia e sede vescovile, il 12 dicembre 1921.
Il 3 settembre 1944 è ordinato presbitero per la diocesi di Trapani.

### Ministero episcopale
Il 1º dicembre 1973 papa Paolo VI lo nomina vescovo di Cefalù; succede a Calogero Lauricella, precedentemente nominato arcivescovo metropolita di Siracusa. Il 24 gennaio 1974 riceve l'ordinazione episcopale dal cardinale Salvatore Pappalardo, co-consacranti il vescovo Francesco Ricceri e l'arcivescovo Corrado Mingo.
L'11 marzo 1978 lo stesso papa lo nomina arcivescovo metropolita di Monreale; succede a Corrado Mingo, dimessosi per raggiunti limiti di età.
Ricopre anche l'incarico di priore locale, con il grado di grand'ufficiale, dell'Ordine equestre del Santo Sepolcro di Gerusalemme.
Nel 1989 propone per la nomina episcopale l'allora tesoriere del duomo di Monreale, Francesco Miccichè, vescovo emerito di Trapani, sollevato dal suo incarico dalla Santa Sede nel 2012. È al centro di inchieste che lo vedevano coinvolto in affari loschi nella gestione dell'arcidiocesi, non esenti da infiltrazioni mafiose.
Il 24 maggio 1997 papa Giovanni Paolo II accoglie la sua rinuncia, presentata per raggiunti limiti di età; gli succede Pio Vittorio Vigo, fino ad allora vescovo di Nicosia. Da arcivescovo emerito non lascia il palazzo arcivescovile di Monreale, ma si trasferisce al piano superiore.
Il suo successore, mons. Vigo, chiede a papa Giovanni Paolo II il trasferimento ad altra sede, ottenendolo nel 2002. Il successore di Vigo, Cataldo Naro, dopo quattro anni di governo pastorale, ottiene dalla Congregazione per i vescovi il decreto per l'immediato allontanamento di mons. Cassisa dal palazzo arcivescovile, pena la sospensione a divinis. Il decreto entra in vigore il 1º ottobre 2006: due giorni prima mons. Naro si era improvvisamente spento per un aneurisma.
Si trasferisce quindi in una casa famiglia a Palermo, dove muore il 3 agosto 2015, all'età di 93 anni.
Le esequie si sono tenute il 3 agosto nel duomo di Monreale. Una seconda cerimonia funebre si è tenuta il giorno stesso alle ore 15.30 nella cattedrale di San Lorenzo di Trapani e sono state presiedute dal vescovo della città Pietro Maria Fragnelli. La salma è stata poi tumulata nella stessa cattedrale. Il 24 gennaio 2020, in occasione dell'anniversario della sua ordinazione episcopale, la salma è stata traslata da Trapani e tumulata nella cripta del duomo di Monreale, su richiesta della famiglia e col consenso dell'arcivescovo Michele Pennisi.

## Inchieste giudiziarie
L'arcivescovo Cassisa è stato più volte implicato - risultando poi sempre prosciolto - in inchieste penali per collusione mafiosa, appropriazione indebita e falso in atti d'ufficio. Nel 1991 il parroco della Chiesa del Carmine a Monreale, il Rev. Mons. Giuseppe Governanti (presidente della sezione siciliana del Tribunale Ecclesiastico), inviò una lettera al Presidente della Conferenza Episcopale Italiana, il Cardinale Camillo Ruini, per chiedere l'invio di un visitatore apostolico per fare chiarezza sull'operato amministrativo di Cassisa, riguardo alla ristrutturazione della Basilica-Cattedrale di Monreale. Alla presidenza della CEI, alla lettera del sacerdote non venne fatto seguito sino al 1993, quando nel corso di indagini sulle connessioni tra mafia e politica nella gestione di appalti pubblici emerse che per il Duomo di Monreale erano circolate tangenti miliardarie gestite dal costruttore Angelo Siino, imprenditore che curava gli interessi del boss Totò Riina. Fra i vari incartamenti, viene trovata anche la lettera di don Governanti. Mons. Cassisa provvede immediatamente a rimuovere don Governanti dall'ufficio di parroco della chiesa del Carmine, con divieto di celebrare la Messa all'interno dell'Arcidiocesi di Monreale, poiché "ha intaccato, svilito e pregiudicato, il prestigio e la funzione dell'autorità diocesana". Pochissimi giorni dopo Cassisa rivide la decisione, dopo che i fedeli di don Governanti scrissero a Giovanni Paolo II.
Altri episodi hanno caratterizzato l'episcopato di Mons. Cassisa: l'avviso di garanzia al suo segretario per favoreggiamento mafioso, il telefonino del segretario venne usato dal boss Leoluca Bagarella.
La procura di Palermo ordinò anche una perquisizione all'interno del palazzo arcivescovile di Monreale, ma nello studio di Cassisa vengono trovati solo appunti, numeri quali quelli del presidente della Regione Mario D'Acquisto, del senatore Gualtiero Nepi e del senatore Giulio Andreotti, e i numeri di conti aperti presso lo IOR (banca vaticana).
Qualche anno dopo Cassisa è al centro di un altro scandalo, una truffa ai danni dell'Unione europea. Dopo una condanna in primo grado e in appello, nel 2003 la Cassazione annulla la sentenza e ordina un nuovo processo dal quale Mons. Salvatore Cassisa viene assolto.

## Genealogia episcopale
La genealogia episcopale è:
- Cardinale Scipione Rebiba
- Cardinale Giulio Antonio Santori
- Cardinale Girolamo Bernerio, O.P.
- Arcivescovo Galeazzo Sanvitale
- Cardinale Ludovico Ludovisi
- Cardinale Luigi Caetani
- Cardinale Ulderico Carpegna
- Cardinale Paluzzo Paluzzi Altieri degli Albertoni
- Papa Benedetto XIII
- Papa Benedetto XIV
- Papa Clemente XIII
- Cardinale Marcantonio Colonna
- Cardinale Giacinto Sigismondo Gerdil, B.
- Cardinale Giulio Maria della Somaglia
- Cardinale Carlo Odescalchi, S.I.
- Cardinale Costantino Patrizi Naro
- Cardinale Lucido Maria Parocchi
- Papa Pio X
- Cardinale Gaetano De Lai
- Cardinale Raffaele Carlo Rossi, O.C.D.
- Cardinale Amleto Giovanni Cicognani
- Cardinale Salvatore Pappalardo
- Arcivescovo Salvatore Cassisa